# Walcot (Lincolnshire)
Pour les articles homonymes, voir Walcot.
Ne doit pas être confondu avec Walcott (Lincolnshire).
Walcot est une paroisse civile et un village du Lincolnshire, en Angleterre.